# Elbel (Adelsgeschlecht)

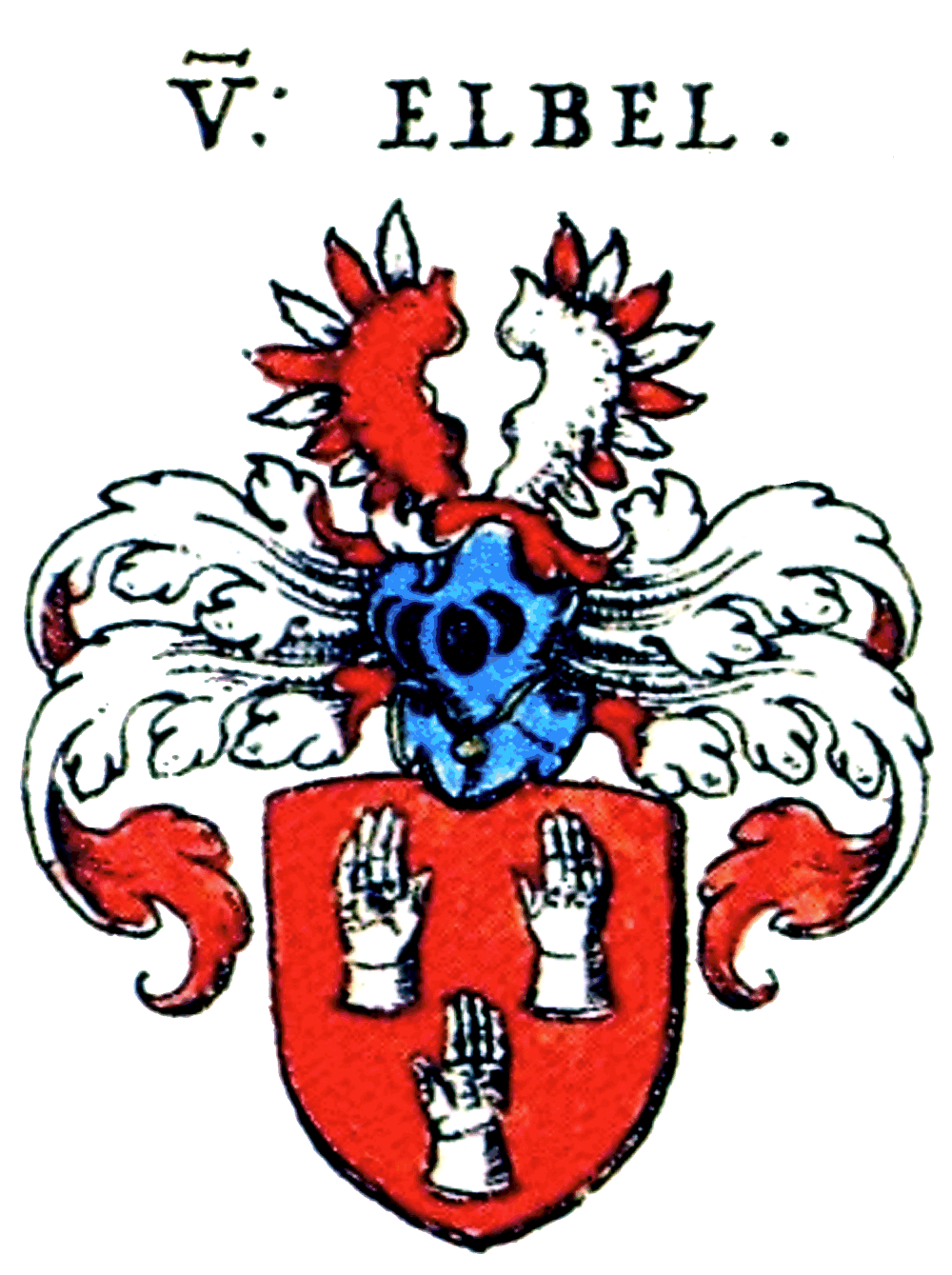
Wappen derer von Elbel in Siebmachers Wappenbuch von 1605

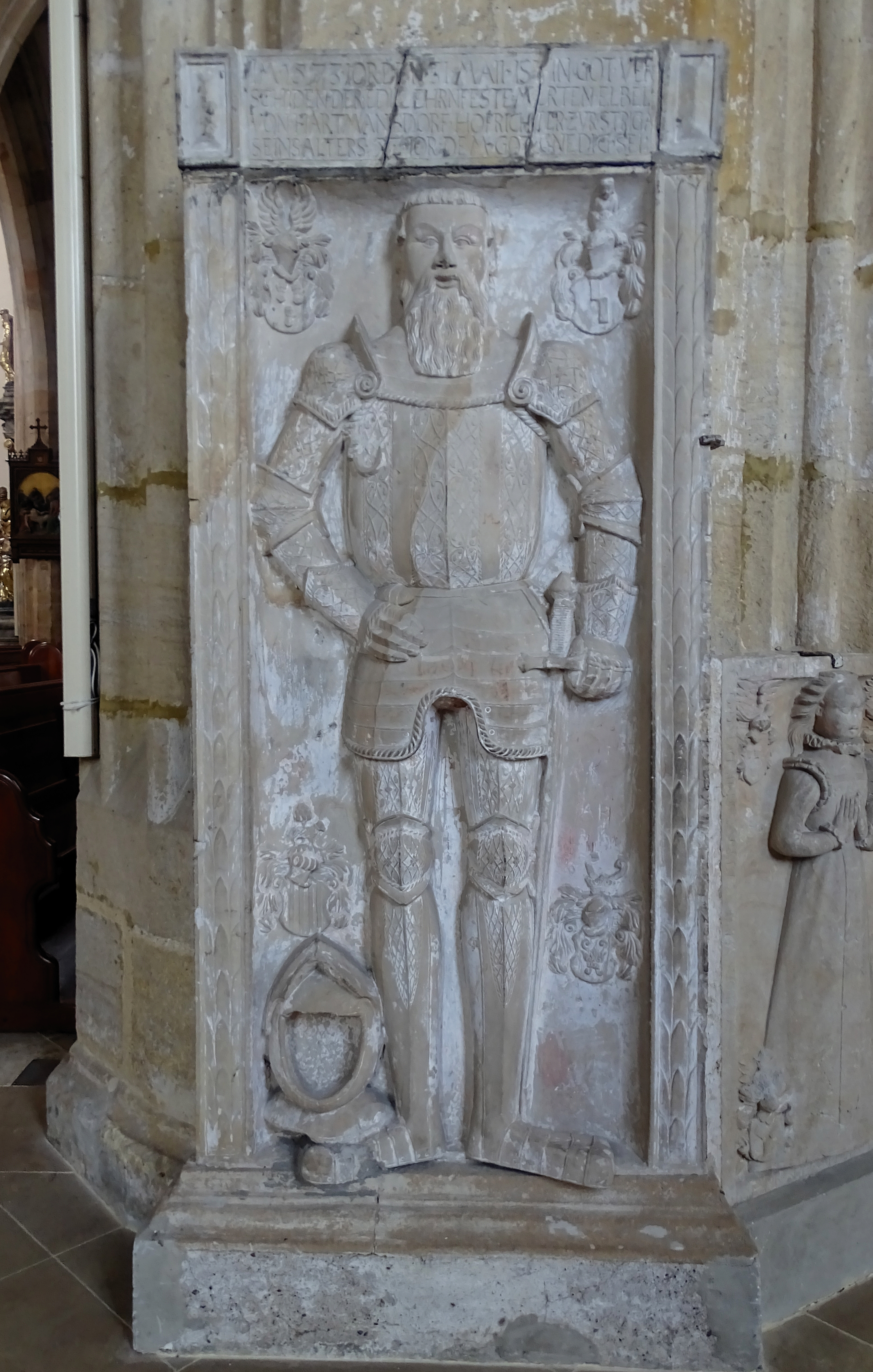
Epitaph für Martin Elbel († 1573) in der Kirche St. Peter und Paul in Striegau

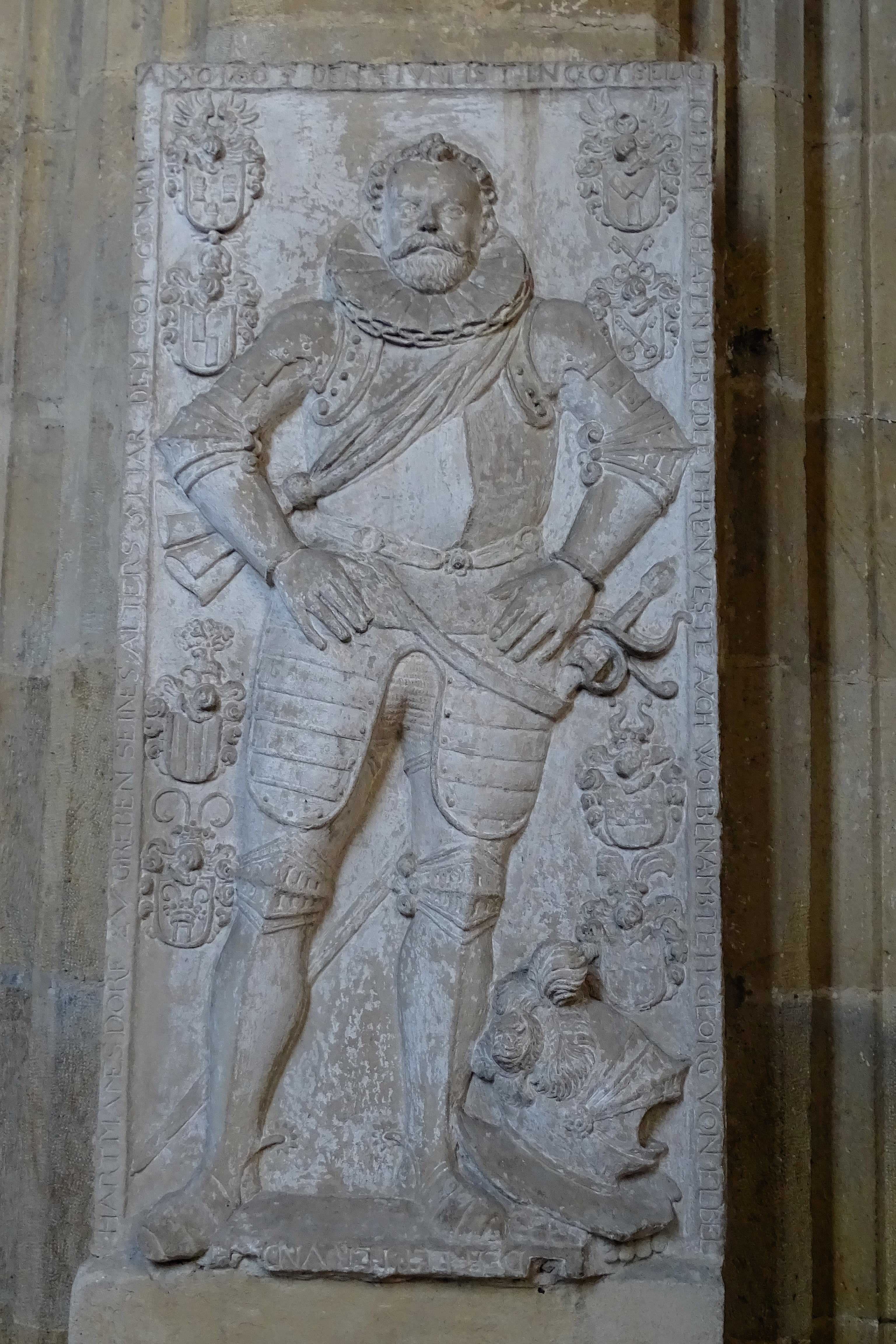
Epitaph für Georg Elbel († 1605) in der Kirche St. Peter und Paul in Striegau

Elbel, auch Elbel von Tunkendorf bzw. Elbel von Hartmannsdorf war der Name eines alten schlesischen Adelsgeschlechts, das vor dem 18. Jahrhundert im Mannesstamm erloschen ist. Zu unterscheiden ist die Familie von den Adelsgeschlechtern Elben bzw. Elbe, zu denen weder eine Stamm- noch Wappenverwandtschaft bestand.

## Geschichte
Über den Ursprung der Herren von Elbel ist nichts bekannt. Den Namen nach waren sie deutscher Herkunft. Das Freiherr v. Abschatz Bardenlied erwähnt die Ebel unter der alten schlesischen Ritterschaft. Die Hauptlinie nannte sich nach ihrem Stammgut Elbel von Tunkendorf. Bis 1626 war Hans von Elbel Eigentümer von Tunkendorf bei Schweidnitz, darauf wurde das Gut vom Rat der Stadt Schweidnitz erworben und Kämmereisitz von Schweidnitz. 1590 erhielt Georg Elbel von Hartmannsdorf den böhmischen Adel. 1574 kaufte Christoph von Elbel († 1578) Deutsch-Krawarn und einen Teil von Kauthen bei Ratibor. Er hinterließ die Söhne Christoph und Abraham von Elbel, welche die ererbten Güter veräußerten. Gegen Ende des 16. Jahrhunderts gehörte Tobias von Elbel das Pannwitzgut. in Tuntschendorf in der Grafschaft Glatz. Hans und Georg Elbel besaßen 1626 Keulendorf und Meesendorf bei Neumarkt. Aus Mangel an Nachrichten dürfte das Geschlecht noch vor dem 18. Jahrhundert in Schlesien im Mannesstamm erloschen sein.

## Wappen
Stammwappen: Im roten Schild drei silberne Blechhandschuhe. Auf dem Helm zwei Flügel, der vordere rot, der hintere silbern. Die Helmdecken rot und silbern.

## Besitzungen (Auswahl)
- bei Hirschberg: Kaufungen
- bei Jauer: Moisdorf
- bei Neumarkt: Keulendorf, Meesendorf, Wültschkau
- in der Grafschaft Glatz: Tuntschendorf
- bei Ratibor: Deutsch-Krawarn, Kauthen
- bei Schweidnitz: Tunkendorf, Grunau
- bei Schönau: Tiefhartmannsdorf